# 유로타워 (프랑크푸르트)
유로타워(영어: Eurotower)는 독일 프랑크푸르트의 마천루를 이루는 건물 중 하나이다. 높이는 148m이고 40층으로 이루어져있다. 유럽 중앙은행이 위치하고 있고 Richard Heil에 의해 1971년부터 1977년까지 건축되었다.

## 같이 보기
- 독일의 마천루 목록